# Sebastian Roché
Sebastian Roche (Parijs, 4 augustus 1964) is een Frans/Amerikaans acteur. Hij maakte in 1986 zijn acteerdebuut als Henri in de televisiefilm The Murders in the Rue Morgue.

## Biografie
Rochés ouders zijn van Schots/Franse afkomst. Hij studeerde aan de Conservatoire National Superieur d'Art Dramatique (CNSAD). In zijn tienerjaren heeft hij met zijn familie voor zes jaar op een zeilboot gewoond en heeft gereisd vanaf Frankrijk naar Afrika, Zuid-Amerika en de Caraïben, tijdens het verblijf op de boot heeft hij thuisstudie gekregen van zijn ouders. Door zijn afkomst en reiservaring spreekt hij vloeiend Frans, Engels, Italiaans en Spaans.  
Roché begon met acteren in 1986 met de film The Murders in the Rue Morgue. Hierna heeft hij nog meerdere rollen gespeeld in films en televisieseries zoals The Last of the Mohicans (1992), The Peacemaker (1997), Odyssey 5 (2002-2003), Beowulf (2007), Fringe (2009-2010), General Hospital (2007-2015) en Supernatural (2010-2011). 
Roché was van 1997 tot en met 2005 getrouwd met Vera Farmiga. In mei 2014 trouwde hij met Alicia Hannah.

## Filmografie[1]

### Films
Uitgezonderd korte films.
- 2017 We Love You, Sally Carmichael! - als Perry Quinn
- 2017 Negative - als Rodney
- 2014 Phantom Halo - als Warren Emerson
- 2014 A Walk Among the Tombstones - als Yuri Landau
- 2013 Wer - als Klaus Pistor
- 2012 Beverly Hills Chihuahua 3 – als Chef Didier
- 2012 The Blood of Pegasus – als Belleros
- 2012 Safe House – als Robert Heissler
- 2011  The Adventures of Tintin: The Secret of the Unicorn – als Pedro (stem)
- 2009 Happy Tears – als Laurent
- 2008 24 – als John Quinn
- 2007 Beowulf – as Wulfgar
- 2007 New York City Serenade – als Noam broder
- 2007 What We Do Is Secret – als Claude Kickboy Bessy
- 2006 We Flight to Be Free – als George Washington
- 2006 The Namesake – als Pierre
- 2005 Seagull – als Sebastian
- 2005 Sorry, Haters – als Mick Sutcliffe
- 2002 Never Get Outta the Boat – als Soren
- 2001 15 Minutes – als Ludwig de kapper
- 2001 Haven – als Johan
- 2000 Baby – als Rebel Clark
- 2000 The Crossing – als kolonel John Glover
- 1999 The Hunley – als Collins
- 1998 Naked City: Justice with a Bullet – als Marco
- 1998 Into My Heart – als Chris
- 1997 The Peacemaker – als Hans (Duitse rugzaktoerist)
- 1995 Loungers – als James
- 1994 Normandy: The Great Crusade – als Alastair Bannerman
- 1993 Household Saints – als Jesus
- 1992 The Last of the Mohicans – als Martin
- 1991 L'huissier – als L'ange Gabriel
- 1990 La vengeance d'une femme – als dealer
- 1989 La revolution francaise – als Markies van de Dreux-Brézé
- 1989 La grande cabriole – als William
- 1988 La queue de la comète – als Joachim
- 1988 Adieu je t'aime – als Thierry
- 1987 Bonjour maitre – als Jerry
- 1986 The Murders in the Rue Morgue – als Henri

### Televisieseries
Uitgezonderd eenmalige gastrollen. 
- 2024 Queen of Tears - als Dr. Braun
- 2016 - 2018 The Man in the High Castle - als Martin Heusmann - 7 afl.
- 2013 - 2018 The Originals - als Mikael - 16 afl.
- 2018 Genius - als Emile Gilot - 5 afl.
- 2016 - 2017 Kings of Con - als Serge - 4 afl.
- 2016 The Young Pope - als kardinaal Michel Marivaux - 5 afl.
- 2016 Royal Pains - als Guy Childs - 2 afl.
- 2007 – 2015 General Hospital – als Jerry Jacks / James Craig – 318 afl.
- 2014 Scandal - als Dominic Bell - 2 afl.
- 2011 - 2012 Criminal Minds - als Clyde Easter - 5 afl.
- 2011 The Vampire Diaries – als Mikael – 5 afl.
- 2010 – 2011 Supernatural – als Balthazar – 6 afl.
- 2001 Criminal Minds – als Clyde Easter – 3 afl.
- 2009 – 2010 Fringe – als Thomas Jerome Newton – 8 afl.
- 2010 Vamped Out – als Ardalion – 2 afl.
- 2009 24 – als John Quinn – 2 afl.
- 2004 Earthsea – als Tygath – 2 afl.
- 2002 – 2003 Odyssey 5 – als Kurt Mendel – 19 afl.
- 2001 Big Apple – als Vlad – 3 afl.
- 1993 – 1999 Law & Order – als Ken Taylor / Clarence Carmichael – C Square – 2 afl.
- 1998 Merlin – als Gawain – miniserie
- 1997 Roar – als Longinus – 11 afl.
- 1992 Loving – als Peter Rogers - ? afl.
- 1989 – 1991 The Hitchhiker – als Glenn Birch – 2 afl.

- Gemeinsame Normdatei: 1227145187
- International Standard Name Identifier: 0000 0000 7941 8901
- Library of Congress Control Number: no2010077166
- Virtual International Authority File: 121215523
- WorldCat: E39PBJy4d7tVgjVvMdpfM8xv73